# Chua Cocani
Chua Cocani es una localidad y municipio de Bolivia, ubicado en la provincia de Omasuyos del departamento de La Paz, en la región del Lago Titicaca. El municipio tiene una superficie de 79,24 km², y cuenta con una población de 5.003 habitantes (según el Censo INE 2012). La localidad se encuentra a 84 km de la ciudad de La Paz, sede de gobierno del país.
El municipio fue creado mediante Ley N° 034 del 8 de agosto de 2010 durante el gobierno de Evo Morales, separándose del municipio de Achacachi en base a los excantones de Chua Cocani, Soncachi y Chua Visalaya.

## Geografía
El municipio fisiográficamente se encuentra ubicado en la parte norte del Altiplano boliviano, en el área lacustre del lago Titicaca. Es caracterizado por las elevaciones de montaña, montaña baja, colinas y superficies semi planas, con altitudes que varían entre 3.832 y 4.513 m s. n. m. Cuenta con tres pisos ecológicos: Puna, Puna Alto-andina Semi-húmedo y Puna del altiplano.
Su topografía es irregular y con diferencias notables, en el límite costero del lago Titicaca se encuentra a una altura 3.832 m s. n. m., y más al norte del municipio se hallan una serie de serranías y colinas en rocas de diferentes edades y composición litológica, que se encuentra entre 3.850 a 4.513 m s. n. m. Uno de sus puntos más notables es el Cerro Jipi.
La red hidrográfica del municipio forma parte de la cuenca del lago Titicaca, con algunos ríos notables como el Chuñavi, Compi y Tipi, además de algunas lagunas como la Laguna Totorani.
Chua Cocani se encuentra en la parte sur de la provincia, al oeste del departamento de La Paz. Limita al norte y al oeste con el municipio de Achacachi, al sur con el lago Titicaca, y al este con los municipios de Huarina y Huatajata.
El clima, por sus características fisiográficas y su ubicación, varía entre máximas de 14.5 °C a 16 °C y mínimas dentro de un parámetro de 2 °C a -1 °C. En las zonas de altitud inferior a 4.000 m s. n. m. las temperaturas medias anuales varían entre 7 y 10 °C, y alrededor del lago mismo, las temperaturas son superiores a 8 °C.

## Demografía
De acuerdo con el censo boliviano de 2024, la población del municipio de Chua Cocani es de 7 183 habitantes.
La población del municipio aumentó en un tercio entre 1992 y 2024:
| Año  | Habitantes (municipio) | Fuente |
| ---- | ---------------------- | ------ |
| 1992 | 5025                   | Censo  |
| 2001 | 6782                   | Censo  |
| 2012 | 5003                   | Censo  |
| 2024 | 7183                   | Censo  |